# Jangal Deh
Jangal Deh (persiska: جَنگَل دِهِ بالا, جَنگَل دِه, Jangal Deh-e Bālā) är en ort i Iran.   Den ligger i provinsen Golestan, i den norra delen av landet, 400 km öster om huvudstaden Teheran. Jangal Deh ligger 200 meter över havet och antalet invånare är 398.
Terrängen runt Jangal Deh är kuperad åt nordväst, men åt sydost är den bergig. Runt Jangal Deh är det ganska glesbefolkat, med 48 invånare per kvadratkilometer. Närmaste större samhälle är Mīnūdasht, 5,9 km norr om Jangal Deh. I omgivningarna runt Jangal Deh växer i huvudsak blandskog.